# Italia la Concursul Muzical Eurovision
Italia a participat frecvent la Concursul Muzical Eurovision din anul 1956 până în anul 1997. Italia este printre cele șapte țări care a participat la prima ediție din istoria concursului. Timp de 14 ani, Italia nu a mai participat, revenind la concurs în anul 2011, unde a terminat pe locul 2, la Dusseldorf, Germania. Cea mai bună clasare a Italiei este prima poziție în 1964, cu Gigliola Cinquetti, în 1990, cu Toto Cutugno și în 2021 cu Måneskin, cea mai slabă fiind ultimul loc din 17 națiuni în 1966.

## Participări

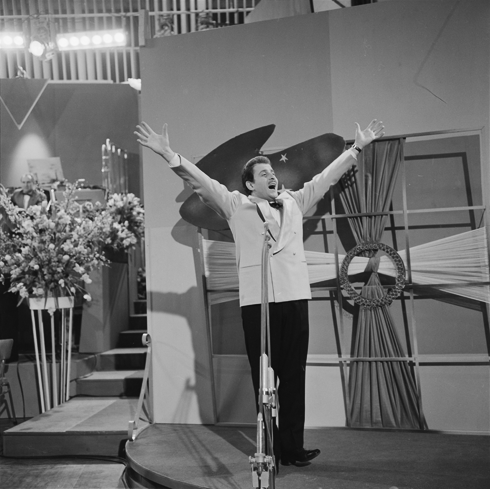
Domenico Modugno la Hilversum (1958)

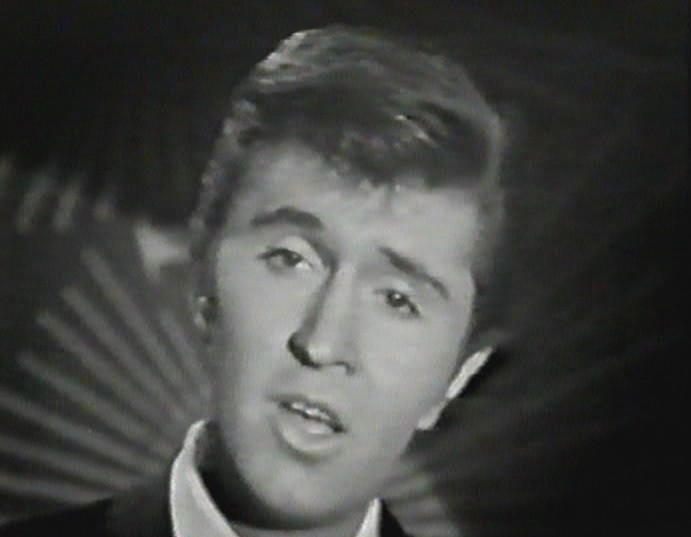
Bobby Solo la Napoli (1965)

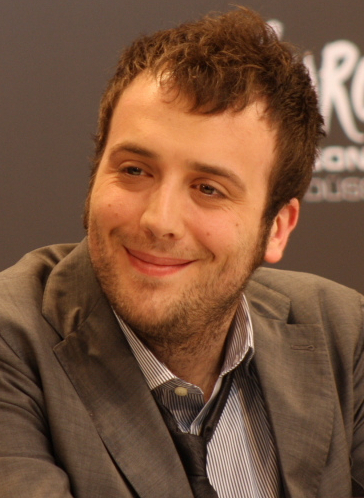
Raphael Gualazzi la Dusseldorf (2011)

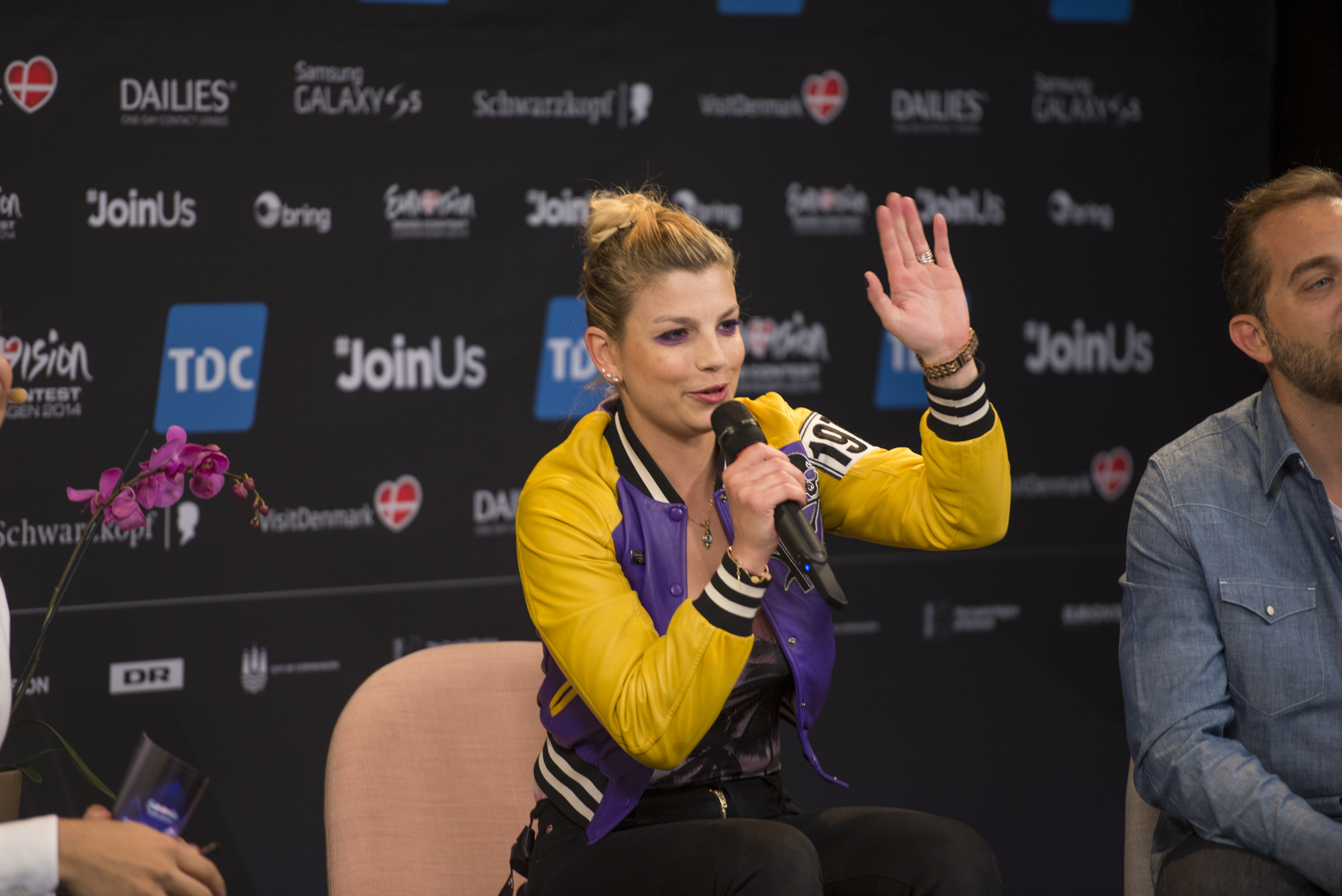
Emma Marrone la Copenhaga (2014)

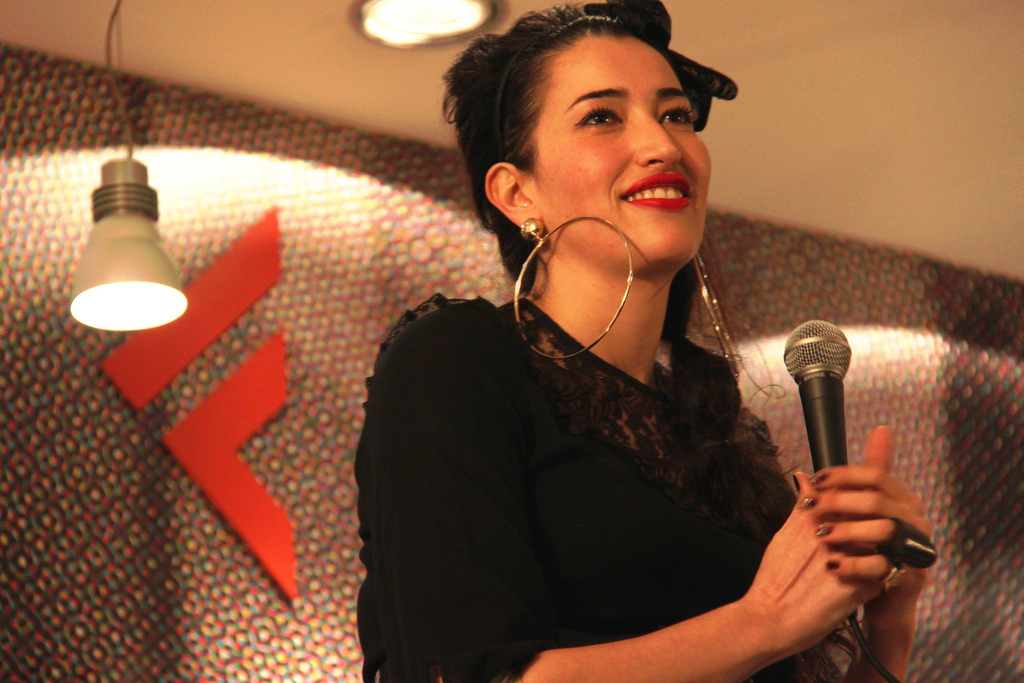
Nina Zilli, reprezentantă la Baku (2012)

| An   | Gazda      | Artist                     | Titlu                                                   | Finala | Puncte |
| ---- | ---------- | -------------------------- | ------------------------------------------------------- | ------ | ------ |
| 1956 | Lugano     | Franca Raimondi            | "Aprite le finestre"                                    | 8      | -      |
| 1956 | Lugano     | Tonina Torrielli           | "Amami se vuoi"                                         | 5      | -      |
| 1957 | Frankfurt  | Nunzio Gallo               | "Corde della mia chitarra"                              | 6      | 7      |
| 1958 | Hilversum  | Domenico Modugno           | "Nel blu, dipinto di blu"                               | 3      | 13     |
| 1959 | Cannes     | Domenico Modugno           | "Piove (Ciao, ciao bambina)"                            | 6      | 11     |
| 1960 | Londra     | Renato Rascel              | "Romantica"                                             | 8      | 5      |
| 1961 | Cannes     | Betty Curtis               | "Al di là"                                              | 5      | 12     |
| 1962 | Luxemburg  | Claudio Villa              | "Addio, addio"                                          | 9      | 3      |
| 1963 | Londra     | Emilio Pericoli            | "Uno per tutte"                                         | 3      | 37     |
| 1964 | Copenhaga  | Gigliola Cinquetti         | "Non ho l'età"                                          | 1      | 49     |
| 1965 | Napoli     | Bobby Solo                 | "Se piangi, se ridi"                                    | 5      | 15     |
| 1966 | Luxemburg  | Domenico Modugno           | "Dio, come ti amo"                                      | 17     | 0      |
| 1967 | Viena      | Claudio Villa              | "Non andare più lontano"                                | 11     | 4      |
| 1968 | Londra     | Sergio Endrigo             | "Marianne"                                              | 10     | 7      |
| 1969 | Madrid     | Iva Zanicchi               | "Due grosse lacrime bianche"                            | 13     | 5      |
| 1970 | Amsterdam  | Gianni Morandi             | "Occhi di ragazza"                                      | 8      | 5      |
| 1971 | Dublin     | Massimo Ranieri            | "L'amore è un attimo"                                   | 5      | 91     |
| 1972 | Edinburg   | Nicola di Bari             | "I giorni dell'arcobaleno"                              | 6      | 92     |
| 1973 | Luxemburg  | Massimo Ranieri            | "Chi sarà con te"                                       | 13     | 74     |
| 1974 | Brighton   | Gigliola Cinquetti         | "Sì"                                                    | 2      | 18     |
| 1975 | Stockholm  | Wess and Dori Ghezzi       | "Era"                                                   | 3      | 115    |
| 1976 | Haga       | Al Bano & Romina Power     | "We'll Live It All Again"                               | 7      | 69     |
| 1977 | Londra     | Mia Martini                | "Libera"                                                | 13     | 33     |
| 1978 | Paris      | Ricchi e Poveri            | "Questo amore"                                          | 12     | 53     |
| 1979 | Ierusalim  | Matia Bazar                | "Raggio di luna"                                        | 15     | 27     |
| 1980 | Haga       | Alan Sorrenti              | "Non so che darei"                                      | 6      | 87     |
| 1983 | München    | Riccardo Fogli             | "Per Lucia"                                             | 11     | 41     |
| 1984 | Luxemburg  | Alice & Battiato           | "I treni di Tozeur"                                     | 5      | 70     |
| 1985 | Göteborg   | Al Bano & Romina Power     | "Magic Oh Magic"                                        | 7      | 78     |
| 1987 | Bruxelles  | Umberto Tozzi and Raf      | "Gente di mare"                                         | 3      | 103    |
| 1988 | Dublin     | Luca Barbarossa            | "Vivo (Ti scrivo)"                                      | 12     | 52     |
| 1989 | Lausanne   | Anna Oxa and Fausto Leali  | "Avrei voluto"                                          | 9      | 56     |
| 1990 | Zagreb     | Toto Cutugno               | "Insieme: 1992"                                         | 1      | 149    |
| 1991 | Roma       | Peppino di Capri           | "Comme è ddoce 'o mare"                                 | 7      | 89     |
| 1992 | Malmö      | Mia Martini                | "Rapsodia"                                              | 4      | 111    |
| 1993 | Millstreet | Enrico Ruggeri             | "Sole d'Europa"                                         | 12     | 45     |
| 1997 | Dublin     | Jalisse                    | "Fiumi di parole"                                       | 4      | 114    |
| 2011 | Düsseldorf | Raphael Gualazzi           | "Madness of Love"                                       | 2      | 189    |
| 2012 | Baku       | Nina Zilli                 | "L'amore è femmina (Out of Love)"                       | 9      | 101    |
| 2013 | Malmö      | Marco Mengoni              | "L'Essenziale" (The essential)                          | 7      | 126    |
| 2014 | Copenhaga  | Emma Marrone               | "La mia città"                                          | 21     | 33     |
| 2015 | Viena      | Il Volo                    | "Grande Amore"                                          | 3      | 292    |
| 2016 | Stockholm  | Francesca Michielin        | "Nessun Grado di Separazione" (No Degree of Separation) | 16     | 124    |
| 2017 | Kiev       | Francesco Gabbani          | "Occidentali's Karma"                                   | 6      | 334    |
| 2018 | Lisabona   | Ermal Meta & Fabrizio Moro | "Non mi avete fatto niente"                             | 5      | 308    |
| 2019 | Tel Aviv   | Mahmood                    | "Soldi"                                                 | 2      | 472    |
| 2020 | Rotterdam  | Diodato                    | "Fai rumore"                                            | Anulat | Anulat |
| 2021 | Rotterdam  | Måneskin                   | "Zitti e buoni"                                         | 1      | 524    |
| 2022 | Torino     | Mahmood și Blanco          | "Brividi"                                               | 6      | 268    |
| 2023 | Liverpool  | Marco Mengoni              | "Due vite"                                              | 4      | 350    |
| 2024 | Malmö      | Angelina Mango             | "La noia"                                               | 7      | 268    |
| 2025 | Basel      | Lucio Corsi                | "Volevo essere un duro"                                 | 5      | 256    |

## Gazdă
| An   | Oraș   | Locație                | Prezentatori                               |
| ---- | ------ | ---------------------- | ------------------------------------------ |
| 1965 | Napoli | Auditorium RAI         | Renata Mauro                               |
| 1991 | Roma   | Teatro 15 di Cinecittà | Gigliola Cinquetti și Toto Cutugno         |
| 2022 | Torino | PalaOlimpico           | Alessandro Cattelan, Laura Pausini și Mika |